# ヘレンサーフ
ヘレンサーフ (Helen Serf 1903年 - 1924年以降) は、イギリスの競走馬。
1907年（明治40年）に小岩井農場が日本に輸入した、所謂小岩井農場の基礎輸入牝馬の一頭で、繁殖牝馬として20世紀以降の日本の競走馬の血統に大きな影響を与えた。1924年以降の動向は不明。
主な直系子孫にハクシヨウ、ブランドソール、トキノキロク、アカネテンリュウ、リニアクイン、オヤマテスコ、オサイチジョージ、ヒシミラクル、マイネルホウオウがいる。

## 主な牝系図
- Little Agnes 1856 ---No.16-c始祖
  - Fair Agnes 1863
    - Piercy 1872
      - Festive 1877
        - Helen Agnes 1883
          - Helen Hampton 1896
            - *ヘレンサーフ 1903 ---↓改行
              - 第四ヘレンサーフ 1911
                - ウエツデイングサーフ 1918 ---→ウエツデイングサーフ牝系へ
                  - 第四ウエツデイングサーフ 1930
                    - ゴールドウエツデイング 1938 ---→ゴールドウエツデイング牝系へ

---↓ヘレンサーフ牝系
牝系図の主要な部分（太字はGI級競走優勝馬）は以下の通り。
- *ヘレンサーフ 1903
  - 第四ヘレンサーフ 1911
    - ウエツデイングサーフ 1918 ---→ウエツデイングサーフ牝系へ
    - ヘロイン 1919
      - 華時 1924
        - 朝楓 1929
          - 鶴楓 1935
            - サチホマレ 1948（京都記念（春）、京都記念（秋）、チャレンジC、開設記念）

        - 鶴池 1935 
          - 峰池 1942
            - ユウホウ 1947
              - ニユーコロナ 1957
                - ミスコロナミドリ 1964
                  - ニツシヨウダイヤ 1973（東北記念、クイーンS）

            - ミョウトクマル 1958（道営記念）
              - トミマル 1968
                - カーニバル 1980
                  - コトブキトミオー 1987（浦和桜花賞）
                    - セントリック 1993（東京ダービー、東京シティ盃）

          - キミノハナ 1950
            - ミスフロント 1955
              - トサハヤテ 1968
                - ダンシングハヤテ 1974
                  - ショウリテンユウ 1984（中日新聞杯）

                - オヤマテスコ 1975（桜花賞）
                - シルバーダイヤ 1976
                  - ジーエムダイヤ 1986
                    - ハウンドトゥース 1992
                      - オネストジョン 2004（道営記念）

                - ポイントゲツター 1980
                  - オースミポイント 1990（京成杯）
                  - コウエイシャダイ 1994
                    - テンザンローズ 2002
                      - マイネルホウオウ 2010（NHKマイルC）

    - ハクシヨウ 1924（帝室御賞典）

### ウエツデイングサーフ牝系
- ウエツデイングサーフ 1918
  - 第弐ウエツデイングサーフ 1928
    - ウヰスタリア 1940
      - オーフジ 1949
        - ホーリーヒツト 1958
          - ソクホウ 1971
            - マルゼンファミリー 1978
              - ノーザンファミリー 1983
                - ブルーファミリー 1990（東京シティ盃、東京王冠賞、羽田盃、黒潮盃、京浜盃、青雲賞）

        - フジネバー 1969
          - セイウンフラワー 1978
            - エスティーアラミス 1988
              - セイントサブリナ 1994（青雲賞、東京3歳優駿牝馬）

          - ホーセイスキー 1979
            - エックスワイスキー 1988（駿蹄賞）

    - ウヱツデイングラス 1941
      - プレイガイドクイン 1949
        - ミチアサ 1960
          - アカネテンリュウ 1966（菊花賞、目黒記念（秋）、AJCC、日本経済賞、東京新聞杯、セントライト記念）
          - ムーンフィニックス 1970
            - シュンサクレディ 1979
              - シュンサクヨシコ 1992
                - ヒシミラクル 1999（菊花賞、天皇賞（春）、宝塚記念）

          - サチノイマイ 1973
            - サチノワカバ 1980
              - オサイチジョージ 1986（宝塚記念、神戸新聞杯、中京記念、金杯、中日スポーツ賞4歳S）

            - カツラギハイデン 1983（阪神3歳S）
            - シバノマイヒメ 1990
              - イチコウタマユキ 1996（スーパーチャンピオンシップ）

      - キヨスガタ 1955（大阪杯）

    - イーストウエツデイング 1943
      - ウエツデイングハタ 1953
        - ダイシンフジ 1960（京都大障害）

  - 第参ウエツデイングサーフ 1929
    - ヘーレンフオード 1941
      - サチフサ 1948（金杯、全日本3歳優駿）
      - ホウシユウクイン 1955（桜花賞）
        - ホウシュウスタン 1968
          - セントオープン 1974
            - キングハイセイコー 1981（羽田盃、東京ダービー）
            - ミヤシロオープン 1985
              - ミヤシロブルボン 1995（南部駒賞）
              - シャコーオープン 2000（船橋記念、東京記念）

    - ヘーレンソール 1942
      - ハツピーダイヤ 1950
        - ヒフミダケ 1954（道営記念）
        - クモマサ 1956
          - マサミチ 1962
            - ホマレオーカン 1966
              - ロイジーユル 1975
                - ベストンウイン 1985（ステイヤーズC）
                - ベストンダンデイ 1986（瑞穂賞、王冠賞、北斗盃、栄冠賞）

          - トキツダイヤ 1963
            - コーホール 1969
              - タガワエース 1975（川崎記念）
              - タガワキング 1976（金盃、報知グランプリC、東北優駿、不来方賞）
              - タガワテツオー 1977（京浜盃、黒潮盃、青雲賞）
              - タガワリュウオー 1978（浦和記念、報知グランプリC、NTV盃、不来方賞）

        - タカトモ 1960
          - ダイタクチカラ 1974（名古屋大賞典、東海菊花賞、東海桜花賞、新春盃、サマーC、名古屋スプリングC）

      - ブランドピユーマ 1952
        - ブゼンクイン 1958
          - カツタイコウ 1968（目黒記念（秋）、日本経済賞、カブトヤマ記念）

        - ライジングピューマ 1959
          - カツラジュニヤー 1964
            - テスコジュニヤ 1972
              - ジュニヤイブ 1976
                - ダイナハミン グ 1983
                  - マイスタージンガー 1989（関屋記念、京王杯オータムH）

          - キリピューマ 1972
            - サンローレオー 1976（東海ゴールドC、岐阜金賞）

        - プライドモアー 1962
          - プライドミンスキー 1976
            - ハツノアモイ 1981（フェブラリーH、京成杯）

          - アクセル 1964
            - イシノセン 1972
              - イチエイボーイ 1977（東京障害特別）

      - キクノスガタ 1953
        - ホマレツキ 1960
          - マロットスガタ 1967
            - ハローキング 1977（名古屋大賞典、東海桜花賞、新春盃）

  - 第四ウエツデイングサーフ 1930
    - シルヴァーウェッディング 1937
      - キンヘイ 1944
        - ナスヘレン 1950
          - ハロウェートップ 1961（東京王冠賞）

        - ハクビ 1951
          - クインハクビ 1959
            - ダイハードクラウン 1966
              - クラウンスイート 1973
                - キングフローリツク 1983（スプリンターズS）

    - ゴールドウエツデイング 1938（中山四歳牝馬特別）---→ゴールドウエツデイング牝系へ

  - 第五ウヱツデイングサーフ 1933
    - トキデンコー 1948（京都記念（秋））

牝系図の出典：Galopp-Sieger

## 血統表
| ヘレンサーフ（Helen Serf）の血統 | ヘレンサーフ（Helen Serf）の血統                                  | ヘレンサーフ（Helen Serf）の血統                                  | （血統表の出典）                                                  | （血統表の出典） |
| 父系                             | セントサイモン系                                                  | セントサイモン系                                                  | セントサイモン系                                                  |                  |
| 父 St. Serf 1887 黒鹿毛          | 父の父St. Simon 1881 鹿毛                                         | Galopin                                                           | Vedette                                                           | Vedette          |
| 父 St. Serf 1887 黒鹿毛          | 父の父St. Simon 1881 鹿毛                                         | Galopin                                                           | Flying Duchess                                                    |                  |
| 父 St. Serf 1887 黒鹿毛          | 父の父St. Simon 1881 鹿毛                                         | St. Angela                                                        | King Tom                                                          | King Tom         |
| 父 St. Serf 1887 黒鹿毛          | 父の父St. Simon 1881 鹿毛                                         | St. Angela                                                        | Adeline                                                           |                  |
| 父 St. Serf 1887 黒鹿毛          | 父の母Feronia 1868 鹿毛                                           | Thormanby                                                         | Windhound                                                         | Windhound        |
| 父 St. Serf 1887 黒鹿毛          | 父の母Feronia 1868 鹿毛                                           | Thormanby                                                         | Alice Hawthorn                                                    |                  |
| 父 St. Serf 1887 黒鹿毛          | 父の母Feronia 1868 鹿毛                                           | Woodbine                                                          | Stockwell                                                         | Stockwell        |
| 父 St. Serf 1887 黒鹿毛          | 父の母Feronia 1868 鹿毛                                           | Woodbine                                                          | Honeysuckle                                                       |                  |
| 母 Helen Hampton 1896 鹿毛       | 母の父Hampton 1872 鹿毛                                           | Lord Clifden                                                      | Newminster                                                        | Newminster       |
| 母 Helen Hampton 1896 鹿毛       | 母の父Hampton 1872 鹿毛                                           | Lord Clifden                                                      | The Slave                                                         |                  |
| 母 Helen Hampton 1896 鹿毛       | 母の父Hampton 1872 鹿毛                                           | Lady Langden                                                      | Kettledrum                                                        | Kettledrum       |
| 母 Helen Hampton 1896 鹿毛       | 母の父Hampton 1872 鹿毛                                           | Lady Langden                                                      | Haricot                                                           |                  |
| 母 Helen Hampton 1896 鹿毛       | 母の母Helen Agnes 1883 黒鹿毛                                     | Castlereagh                                                       | Speculum                                                          | Speculum         |
| 母 Helen Hampton 1896 鹿毛       | 母の母Helen Agnes 1883 黒鹿毛                                     | Castlereagh                                                       | Lady Trespass                                                     |                  |
| 母 Helen Hampton 1896 鹿毛       | 母の母Helen Agnes 1883 黒鹿毛                                     | Festive                                                           | Carnival                                                          | Carnival         |
| 母 Helen Hampton 1896 鹿毛       | 母の母Helen Agnes 1883 黒鹿毛                                     | Festive                                                           | Piercy                                                            |                  |
| 母系(F-No.)                      | (FN:16-c)                                                         | (FN:16-c)                                                         | (FN:16-c)                                                         | [ § 2 ]          |
| 5代内の近親交配                  | Vedette 4×5、Touchstone 5×5、Beeswing 5×5、Pocahontas 5×5（父内） | Vedette 4×5、Touchstone 5×5、Beeswing 5×5、Pocahontas 5×5（父内） | Vedette 4×5、Touchstone 5×5、Beeswing 5×5、Pocahontas 5×5（父内） | [ § 3 ]          |
| 出典                             | 1. 2. 3.                                                          | 1. 2. 3.                                                          | 1. 2. 3.                                                          | 1. 2. 3.         |